# Charlie Bartlett
Charlie Bartlett è un film del 2007 diretto da Jon Poll, al suo esordio alla regia.

## Trama
Charlie Bartlett è un adolescente ricco, infelice e alquanto nevrotico, che è  stato espulso da tutte le scuole private che ha frequentato, l'ultima per traffico di documenti falsi. La madre si vede costretta a mandarlo alla scuola pubblica. Nella sua nuova scuola Charlie troverà molte difficoltà ad integrarsi, dovendo subire il bullismo di alcuni compagni e l'ostilità del preside; come se non bastasse, si innamora proprio della figlia di quest'ultimo. In seguito però Charlie diverrà un leader nella scuola, grazie alle sedute di psicoterapia "fai da te" che tiene nei bagni e allo spaccio di psicofarmaci, come panacea dei vari tormenti adolescenziali. Dopo essere stato sospeso, decide di smettere di procurare psicofarmaci ai coetanei, limitandosi a fornire loro un sostegno psicologico.
Nonostante appaia come un faro per gli altri studenti, Charlie è un ragazzo con una grande fragilità repressa, che esprime durante una protesta alla Western Summit High School. Proprio durante questa protesta, giunge la polizia ad arrestarlo, poiché poche ore prima aveva tirato un pugno al preside durante un litigio tra lui e la figlia Susan. Uscito su cauzione, si reca dall'ormai ex preside Gardner per invitarlo alla recita della figlia, ma questi, ubriaco e munito di pistola, cerca di mettere il più a disagio possibile il ragazzo. Usciti da questa situazione, i due si recano alla recita, riappacificandosi definitivamente sotto le note di If You Want to Sing Out, Sing Out (tratta dalla colonna sonora scritta da Cat Stevens per il film Harold and Maude di Hal Ashby), cantata da Susan.